# Lago Ellbogen
El lago Ellbogen (en alemán: Ellbogensee) es un lago situado al norte del distrito rural de Uckermark —junto a la frontera con Mecklemburgo-Pomerania Occidental—, en el estado de Brandeburgo (Alemania), a una elevación de 55 metros; tiene un área de 155 hectáreas. 
El río Havel fluye a través de esta lago dirección al lago Grosser Priepert.